# Équipe de Grèce de rugby à XV
L'équipe de Grèce de rugby à XV rassemble les meilleurs joueurs de rugby à XV de Grèce. Elle est formée également de joueurs étrangers ayant la nationalité grecque par leur parenté.

## Histoire

### Débuts
Le premier club de rugby à XV de Grèce a été créé en 1982. En 2001, la première cour de justice d'Athènes accorde un statut légal à la Hellenic Rugby Union (HRU). En 2004, la Hellenic Federation of Rugby (HFR) est créée et reconnue par le Secrétariat général hellénique des Sports. Elle est dirigée par le Dr Evangelos Stamos, qui est toujours son président en 2009. En juin 2005, la Grèce entre dans la FIRA - Association Européenne de Rugby, dans le groupe 3D.
L'équipe nationale de rugby à XV fait ses premiers entraînements en septembre 2005, puis joue son premier match officiel contre l'Autriche le 22 octobre 2005. Cette même saison 2005-2006, un championnat de rugby à XV est créé, avec huit équipes,.
En 2007, l'équipe de Grèce est promue dans le groupe 3C (Bulgarie, Luxembourg, Finlande et Israël) qualificatif pour la coupe du monde de 2011.

En novembre 2009 Olivier Magne devient entraineur de l'équipe nationale grecque jusqu'en juin 2010. En 2010, l'équipe de Grèce est reversée dans le groupe 2D (Bulgarie, Luxembourg, Finlande et  Chypre) qualificatif pour la Coupe d'Europe des Nations. Israël étant l'équipe première, elle sort du groupe de la Grèce pour laisser place à l'équipe de  Chypre.
 
En 2011, l'équipe de Grèce poursuit dans le groupe 2D (Bulgarie, Luxembourg, Finlande et  Chypre) de la Coupe d'Europe des Nations.
En 2012, l'équipe "Ethniki" (Nationale en grec) évolue toujours en 2e division 2D mais en raison des promotions et relégations respectives de Chypre, la Bulgarie et la Norvège et la Bosnie-Herzégovine; elle retrouve les équipes suivantes dans son groupe:  (Norvège, Luxembourg, Finlande et Bosnie-Herzégovine).
L'équipe est composée de beaucoup de joueurs issus de l'étranger : Australie, Angleterre, France…

### La montée en division 2D
L'équipe de Grèce de rugby à XV entre le 7 octobre 2006 avec son premier match officiel dans le championnat Européen de division 3 organisé par la FIRA contre Azerbaïdjan. Après trois victoires contre l'Azerbaïdjan et la Slovaquie, la Grèce est promue en division 2D en battant la Slovaquie le 12 mai 2007.

### L'ère Magne en 2009-2010

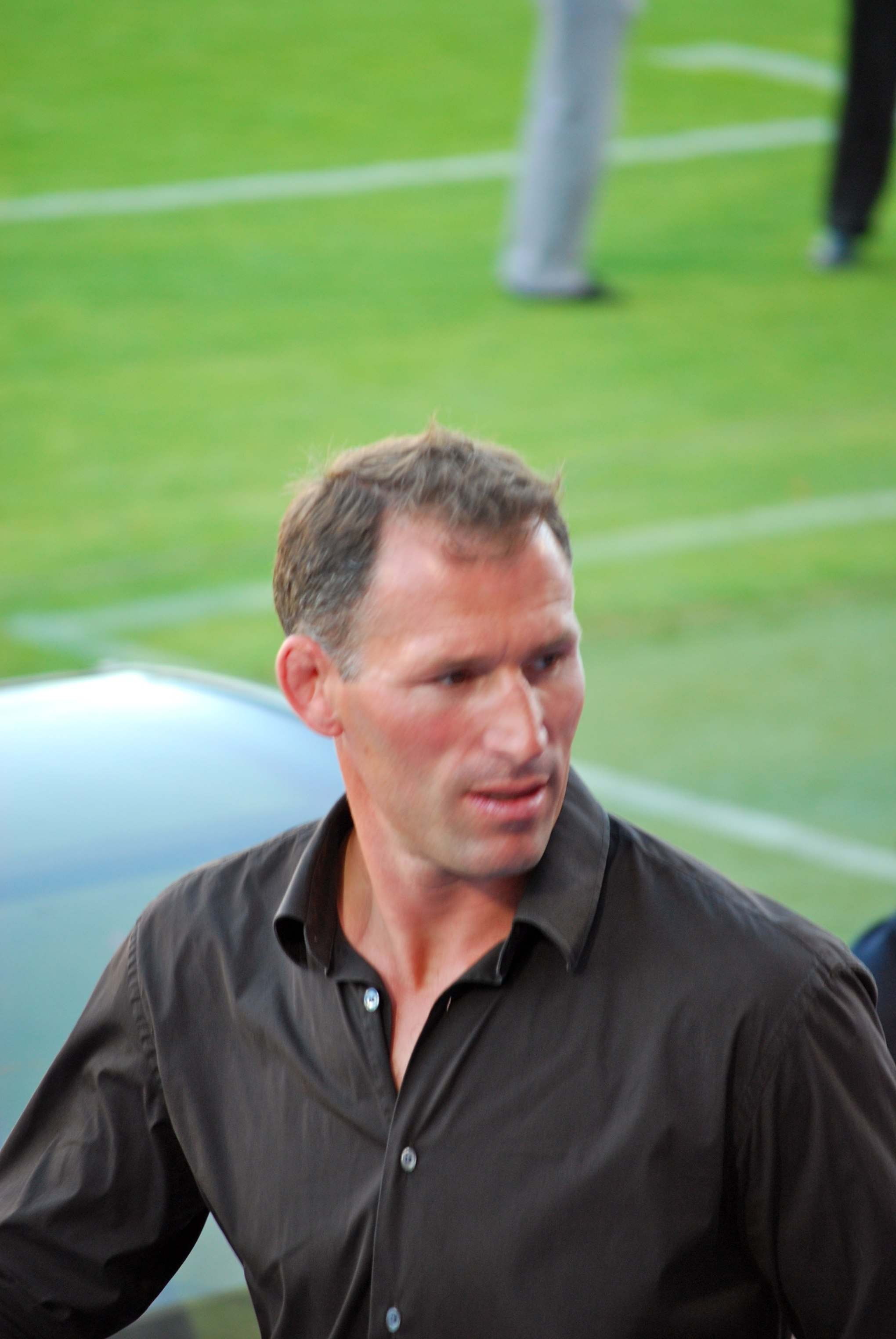
Olivier Magne

En novembre 2009, la fédération engage Olivier Magne pour un contrat de six mois à la tête de la sélection nationale.
Il encadre les matches nationaux contre la Finlande, Luxembourg, Israël et la Bulgarie avec un bilan de deux victoires et deux défaites.
Il apporte son expérience professionnelle pour mieux guider le staff technique vers son objectif de montée en catégorie supérieure.
Malheureusement, l'équipe se heurte à l'Israël ainsi qu'à la Bulgarie lors d'un match à Pernik qui sera enclin à de nombreuses altercations entre les joueurs et des comportements inacceptables de spectateurs bulgares le 24 avril 2010.

### Le maintien difficile en division 2
À partir de 2010, la Nationale joue de nombreux matches sans pouvoir prendre la position de leader de groupe synonyme de promotion en division supérieure.
En trois saisons, l'équipe de Grèce enregistre un bilan mitigé de sept victoires et cinq défaites.
Les équipes qu'elle connaît bien sont de niveau équivalent l'empêchant ainsi de prendre les avant-postes de la division et entrevoir une possibilité d'ascension en division supérieure. Les équipes de Finlande, Chypre et le Luxembourg lui posent des problèmes réguliers.

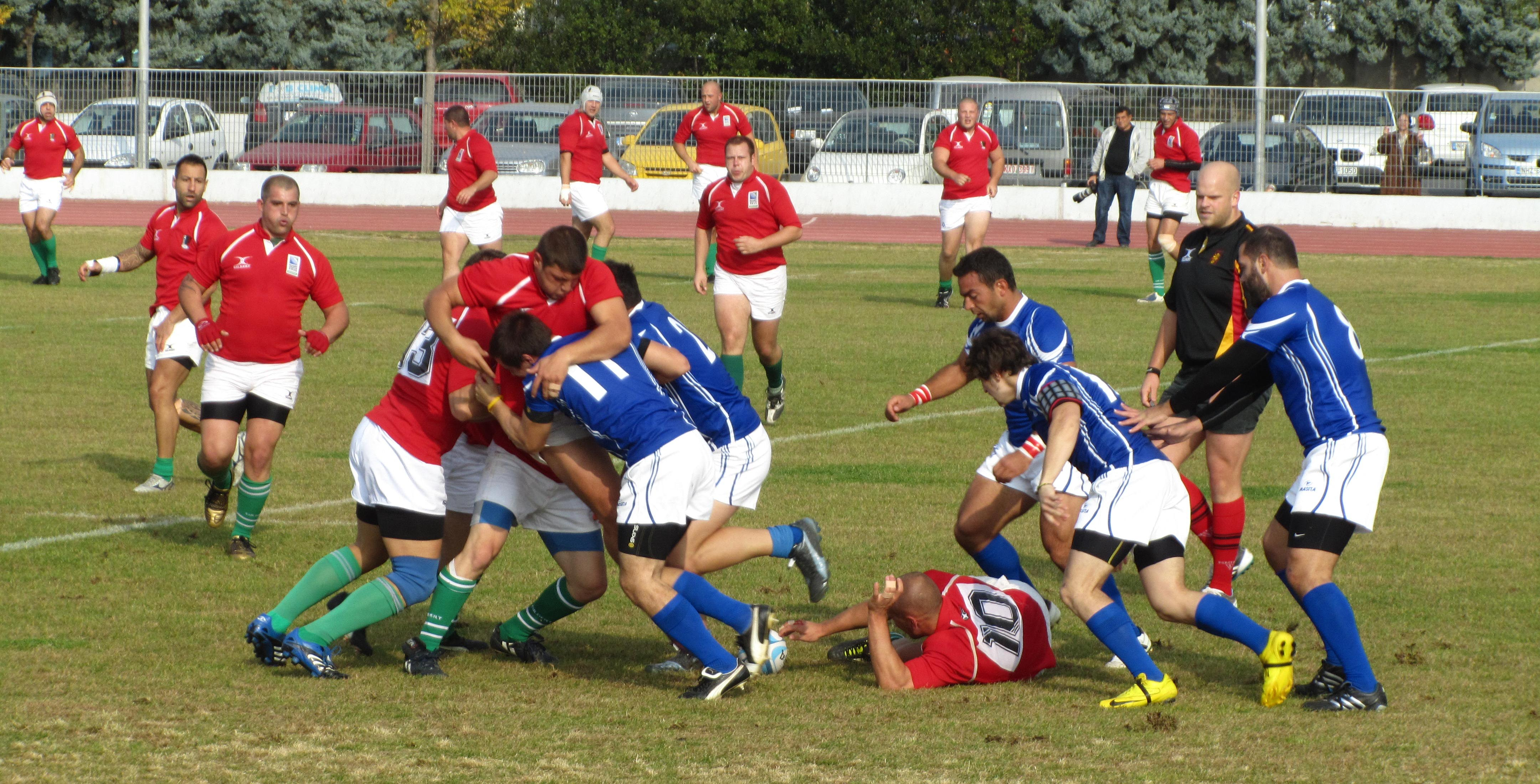
Grèce-Bulgarie à Thessalonique

Le 11 novembre 2011, à Thessalonique en Grèce, la victoire cinglante 47-7 contre une équipe de Bulgarie méconnaissable et poussive laisse présager un avenir prometteur avec la venue de joueurs grecs d'Australie (Jeremy Raftos) et d'Angleterre ou France.

### Le besoin d'un second souffle
La Grèce enregistre sa plus lourde défaite de son histoire contre Chypre 72-5 à Paphos en mai 2012. Dès lors, la sélection hellénique a besoin d'un nouveau souffle pour reprendre le championnat 2D.
Elle remporte un match difficile à Thessalonique contre la Bosnie-Herzégovine 22-17, équipe promue de la division 3. Elle perd ensuite contre la Finlande in extremis à Egaleo en Grèce, mais bat la Norvège ensuite favori du groupe.
Proche de la qualification pour jouer un tour préliminaire de la coupe de monde 2015, elle subit un dernier revers contre le Luxembourg et fige ainsi les espoirs de montée en division 2C.

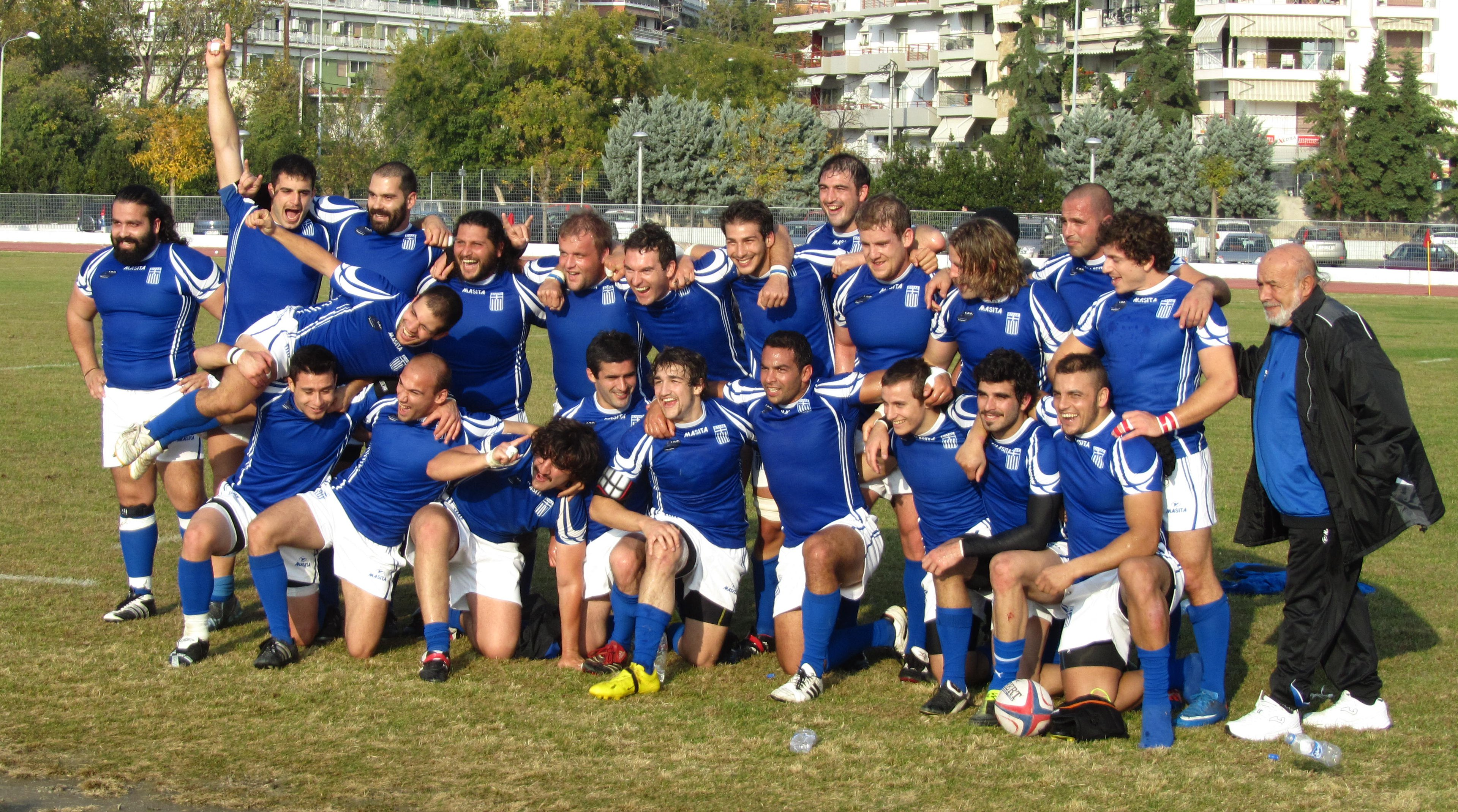
Équipe de Grèce de rugby en novembre 2011 contre la Bulgarie à Thessalonique

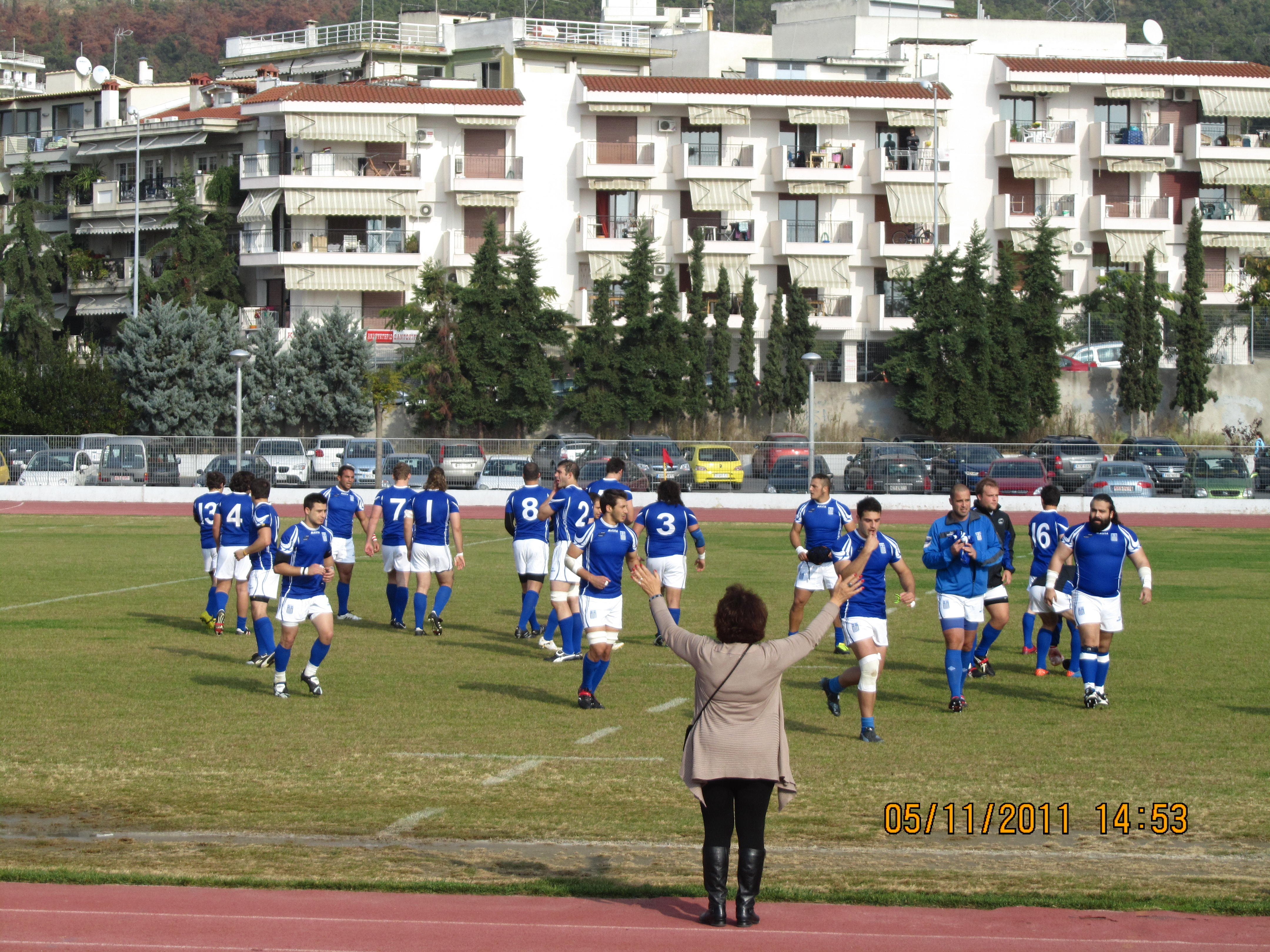
Les joueurs de l'équipe nationale contre la Bulgarie

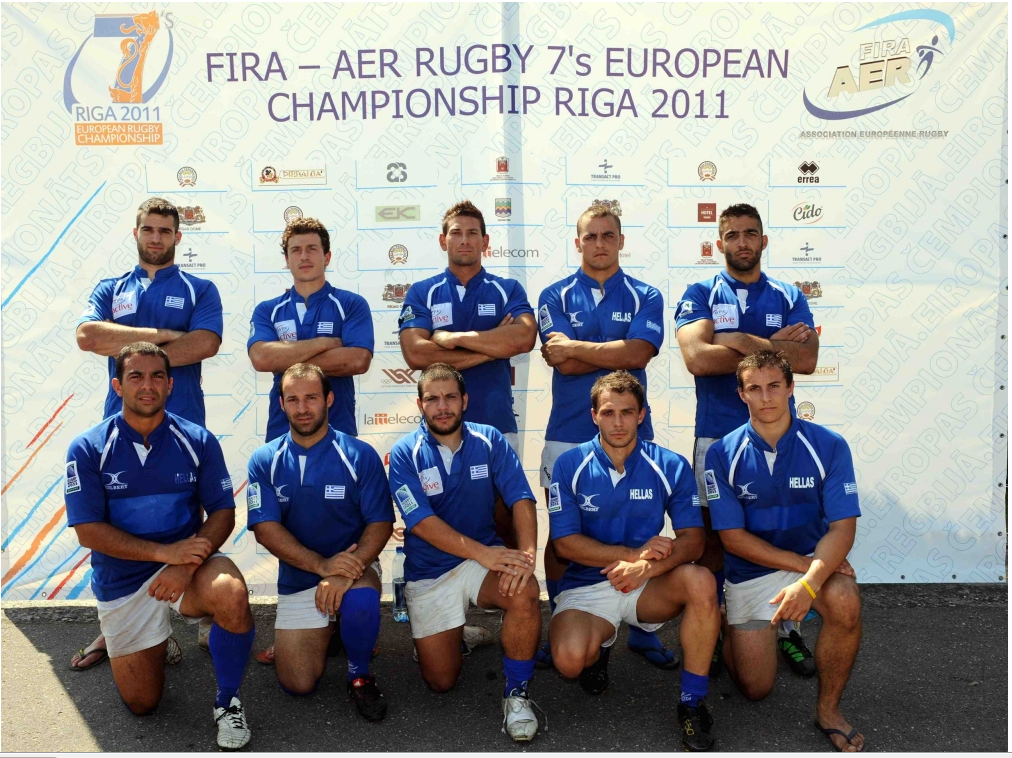
Equipe de Grèce de rugby à sept en Lettonie

## Équipementiers
- De 2005 à 2010 : Gilbert
- De 2010 à 2013 : Masita

## Maillots historiques de l'équipe
| Grèce 2005-2010 | Grèce 2010-2013. |